# Anolis calimae
Anolis calimae (аноліс Аяли) — вид ігуаноподібних ящірок родини анолісових (Dactyloidae). Ендемік Колумбії.

## Поширення і екологія
Аноліси Аяли мешкають в горах Західного хребта в департаментах Вальє-дель-Каука і Рисаральда. Вони живуть в тропічних вічнозелених лісах в передгір'ях та у гірських хмарних лісах. Зустрічаються на висоті від 1800 до 2100 м над рівнем моря. Ведуть деревний спосіб життя.

## Збереження
МСОП класифікує цей вид як вразливий. Anolis barbouri загрожує знищення природного середовища.